# Barrage du Rouchain
Édifié en 1976 dans le département de la Loire, le barrage du Rouchain est un imposant ouvrage en enrochement, s'étendant sur 39 hectares, avec une retenue de 6 500 000 mètres cubes. 
C'est un barrage-poids. Ce barrage, comme celui du Chartrain, alimente Roanne et la plaine roannaise en eau potable.

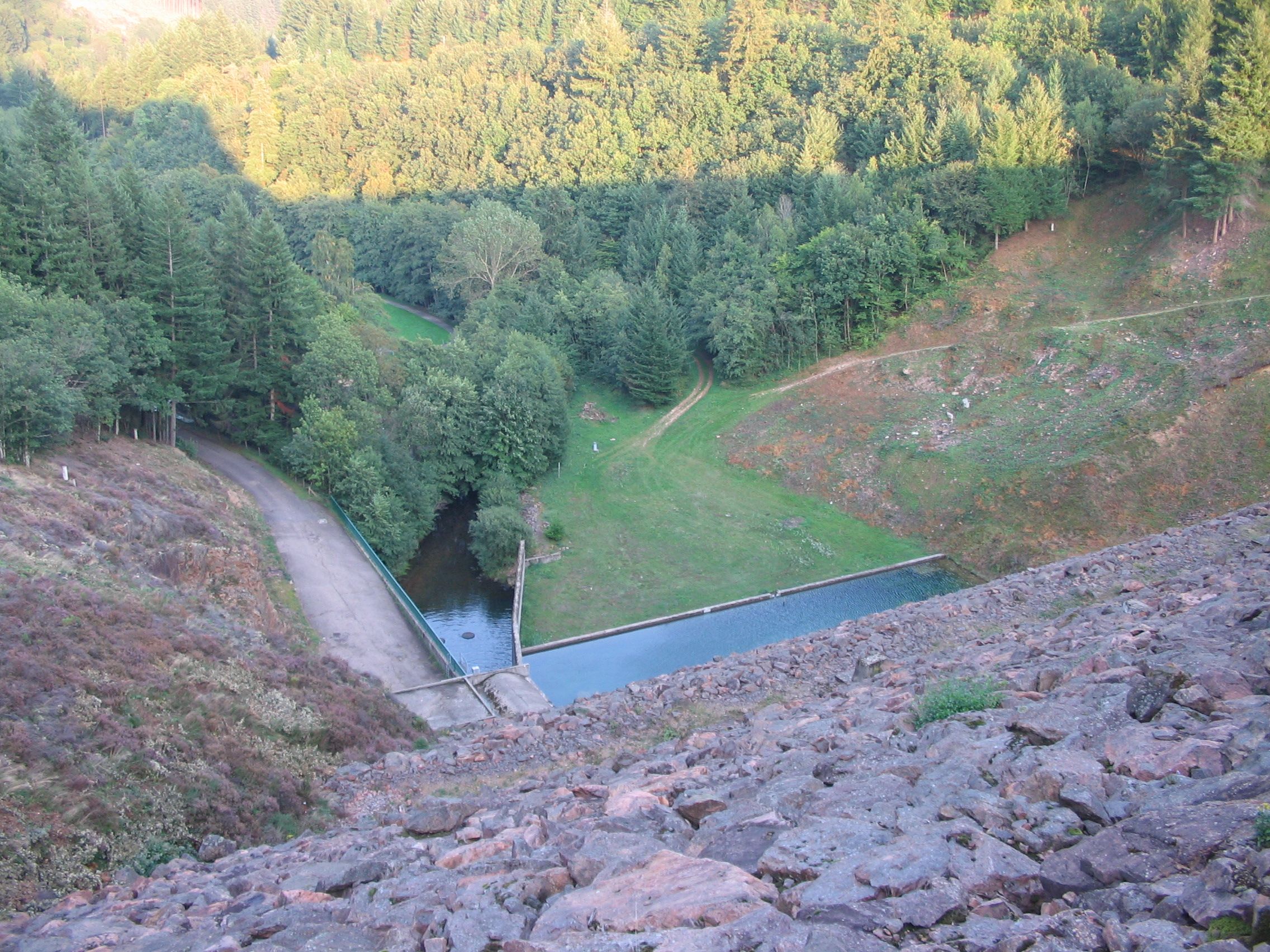
Mur.
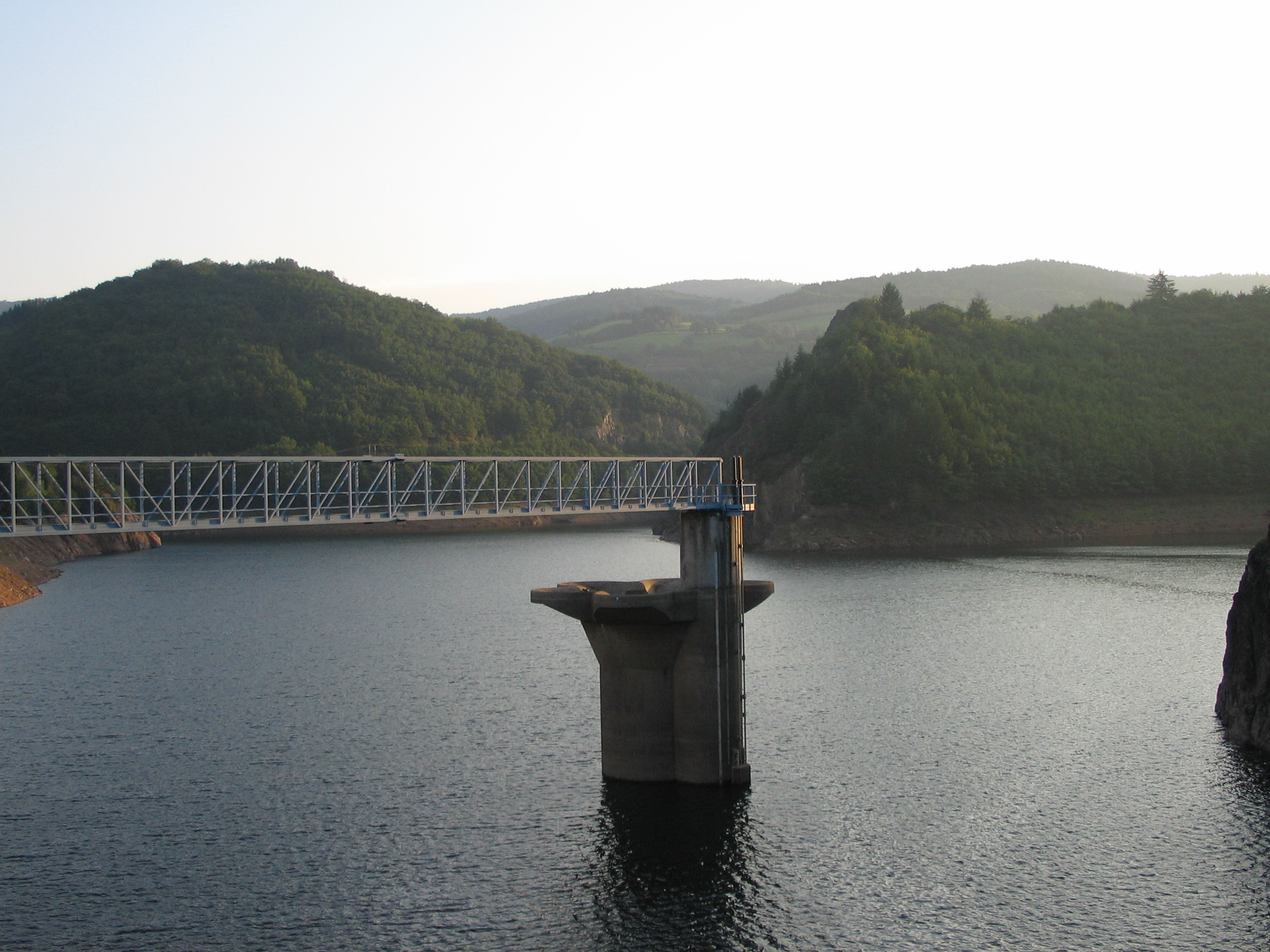
Les deux branches de la retenue.
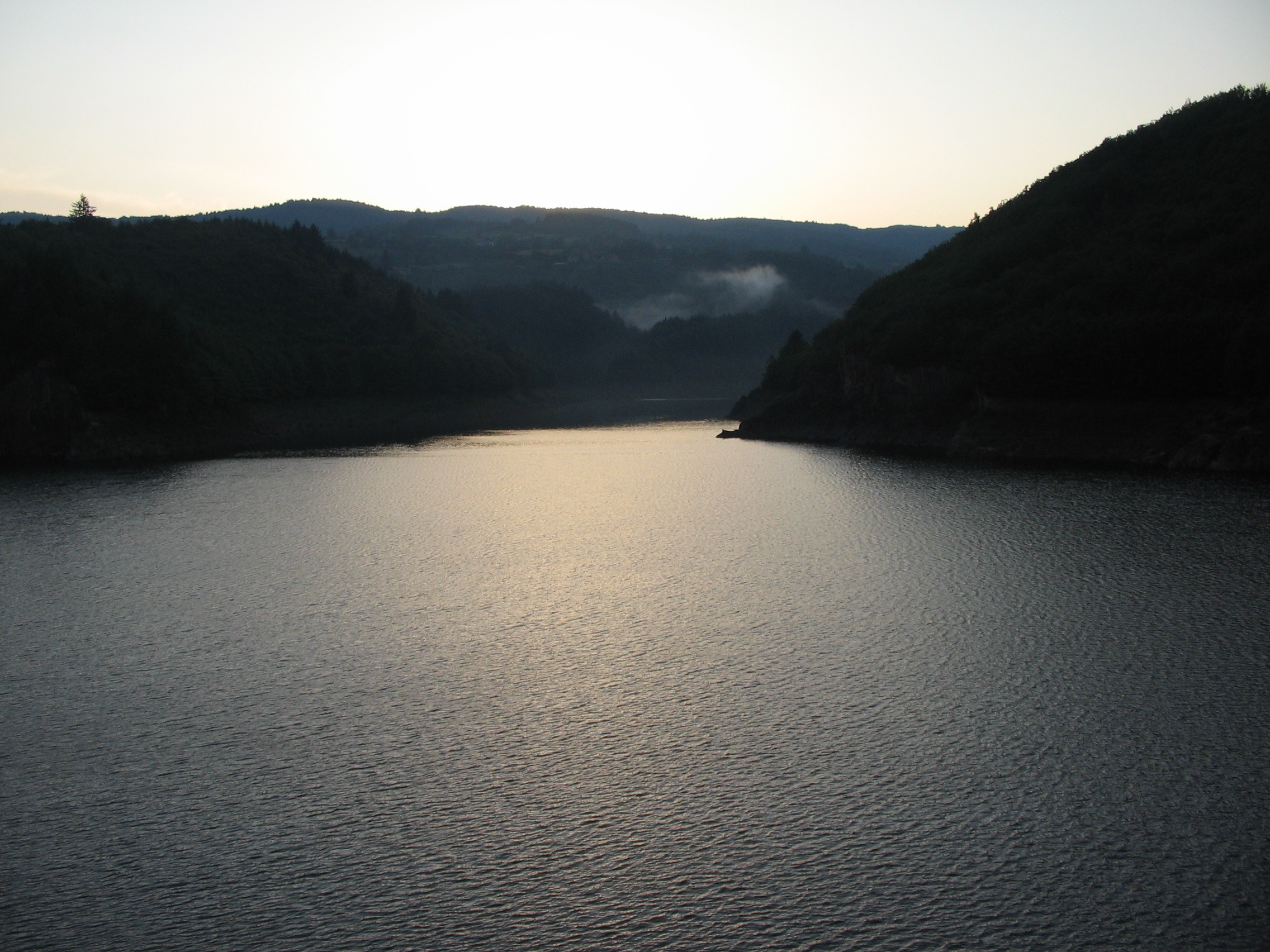
Au fond, le hameau des Noës (fumée).